# Santutxu
Santutxu è una stazione della linee 1 e 2 della metropolitana di Bilbao.
Si trova sotto Zabalbide Kalea, nel quartiere di Santutxu, da cui prende il nome.

## Storia
La stazione è stata inaugurata il 5 luglio 1997.